# Olivia Manning
Olivia Mary Manning (Portsmouth, 1908 – Ryde, 1980) è stata una scrittrice britannica.
Corrispondente della BBC in Nordafrica, ambientò i suoi successivi romanzi in tale devastato scenario di guerra. Tra le sue opere si citano La grande fortuna (1960), Amici ed eroi (1965) e La Trilogia del Levante (1977-1980).